# Sexta legislatura del Parlamento Europeo
Entre el 10 y el 13 de junio de 2004 los votantes de los 25 estados que en ese momento integraban la Unión Europea (UE) eligieron los 732 miembros iniciales de la sexta legislatura del Parlamento Europeo, para el periodo 2004-2009, en elecciones democráticas.
El 1 de enero de 2007, Bulgaria y Rumanía se convirtieron en miembros de la Unión Europea, eligiendo 18 y 35 eurodiputados respectivamente, añadiéndose a los elegidos en 2004, alcanzando así la cifra de 785 parlamentarios.

## Reparto de escaños
| Grupo PolíticoEstado | PPE | PSE | ALDE | UEN | Verdes ALE | GUE NGL | ID | ITS | No inscr. | Escaños total % |
| Alemania             | 49  | 23  | 7    |     | 13         | 7       |    |     |           | 99 (12,6)       |
| Francia              | 17  | 31  | 11   |     | 6          | 3       | 3  | 7   |           | 78 (9,9)        |
| Reino Unido          | 27  | 19  | 12   |     | 5          | 1       | 10 | 1   |           | 78 (9,9)        |
| Italia               | 24  | 14  | 13   | 13  | 2          | 7       |    | 2   | 3         | 78 (9,9)        |
| España               | 24  | 24  | 2    |     | 3          | 1       |    |     |           | 54 (6,9)        |
| Polonia              | 15  | 9   | 5    | 20  |            |         | 3  |     | 2         | 54 (6,9)        |
| Rumanía              | 9   | 12  | 8    |     |            |         |    | 6   | 2         | 35 (4,5)        |
| Países Bajos         | 7   | 7   | 5    |     | 4          | 2       | 2  |     |           | 27 (3,4)        |
| Grecia               | 11  | 8   |      |     |            | 4       | 1  |     |           | 24 (3,1)        |
| Portugal             | 9   | 12  |      |     |            | 3       |    |     |           | 24 (3,1)        |
| Bélgica              | 6   | 7   | 6    |     | 2          |         |    | 3   |           | 24 (3,1)        |
| República Checa      | 14  | 2   |      |     |            | 6       | 1  |     | 1         | 24 (3,1)        |
| Hungría              | 13  | 9   | 2    |     |            |         |    |     | 1         | 24 (3,1)        |
| Suecia               | 6   | 5   | 3    |     | 1          | 2       | 2  |     |           | 19 (2,4)        |
| Austria              | 6   | 7   | 1    |     | 2          |         |    | 1   | 1         | 18 (2,3)        |
| Bulgaria             | 4   | 6   | 7    |     |            |         |    | 1   |           | 18 (2,3)        |
| Dinamarca            | 1   | 5   | 4    | 1   | 1          | 1       | 1  |     |           | 14 (1,8)        |
| Eslovaquia           | 8   | 3   |      |     |            |         | 1  |     | 3         | 14 (1,8)        |
| Finlandia            | 4   | 3   | 5    |     | 1          | 1       |    |     |           | 14 (1,8)        |
| Irlanda              | 5   | 1   | 1    | 4   |            | 1       | 1  |     |           | 13 (1,7)        |
| Lituania             | 2   | 2   | 7    | 2   |            |         |    |     |           | 13 (1,7)        |
| Letonia              | 3   |     | 1    | 4   | 1          |         |    |     |           | 9 (1,1)         |
| Eslovenia            | 4   | 1   | 2    |     |            |         |    |     |           | 7 (0,9)         |
| Estonia              | 1   | 3   | 2    |     |            |         |    |     |           | 6 (0,8)         |
| Chipre               | 3   |     | 1    |     |            | 2       |    |     |           | 6 (0,8)         |
| Luxemburgo           | 3   | 1   | 1    |     | 1          |         |    |     |           | 6 (0,8)         |
| Malta                | 2   | 3   |      |     |            |         |    |     |           | 5 (0,6)         |
| TOTAL:               | 277 | 217 | 106  | 44  | 42         | 41      | 24 | 21  | 10        | 785 (100)       |

## Grupos políticos
- Partido Popular Europeo-Demócratas Europeos (PPE-DE), conservador-democracia cristiana, con 277 escaños.
- Partido Socialista Europeo (PSE), socialdemócrata, con 217 escaños
- Alianza de los Demócratas y Liberales por Europa (ALDE), liberal, con 106 escaños.
- Unión por la Europa de las Naciones (UEN) nacionalista-euroescéptico, con 44 escaños.
- Verdes-Alianza Libre Europea (Verdes-ALE), ecologista-nacionalista-regionalista-proeuropa, con 42 escaños.
- Izquierda Unitaria Europea - Izquierda Verde Nórdica (GUE-NGL), comunista-ecologista, con 41 escaños
- Independencia y Democracia (ID), euroescéptico, con 25 escaños.
- Identidad, Tradición, Soberanía (ITS), ultraderecha, con 21 escaños.
- Hay además 10 europarlamentarios no inscritos en ningún grupo político.

Nuevos partidos en las elecciones de 2004:
- A escala de la UE, el partido de los Verdes Europeos fue creado en Roma el 21 de febrero de 2004 para esas elecciones.
- En el Reino Unido, el Respeto, la Coalición de Unidad fue creado por esas elecciones europeas con la intención de hacer una campaña en contra del gobierno de Tony Blair.

## Legislatura
- 2004 
  - 20 de julio, Josep Borrell fue elegido presidente del parlamento, obteniendo 388 votos gracias a un acuerdo entre el Partido Popular Europeo (PPE), de centro-derecha, y el Partido Socialista Europeo (PSE) para compartir el control del Parlamento.
  - 22 de julio, por medio de voto secreto el Parlamento aprueba a José Manuel Durão Barroso, como nuevo presidente de la Comisión Europea.
  - 6 de octubre, los representantes del Parlamento se han mostrado favorables a iniciar las negociaciones de adhesión con Turquía.
  - 12 de octubre, la comisión de Libertades Públicas, Justicia y Asuntos de Interior del Parlamento Europeo ha rechazado, la candidatura de Rocco Buttiglione para formar parte de la Comisión Europea, cargo al que había sido propuesto por el gobierno italiano.
- 2005
  - 12 de enero el Parlamento Europeo aprobó una resolución por 500 votos a favor, 137 en contra y 40 abstenciones, en la que recomendó a los Estados miembros que ratifiquen el Tratado por el que se establece una Constitución para Europa
- 2007
  - 16 de enero, Hans-Gert Pöttering es elegido nuevo presidente del Parlamento con los votos de socialistas y populares europeos (450), quedando la candidata Monica Frassoni de Verdes/ALE en segundo lugar (145 votos).